# São Marçal
São Marçal és una localitat de São Tomé i Príncipe, una de les divisions de la ciutat de São Tomé. Es troba al districte d'Água Grande, al nord de l'illa de São Tomé. La seva població és de 2.706 (2008 est.). Limita al sud amb Pantufo i a l'oest amb Almeirim.

## Evolució de la població
| 2001  | 2008  |
| 2.409 | 2.706 |